# Жижкун Олексій Петрович
Олексій Петрович Жижкун (1923 - 1945) - Гвардії лейтенант Робітничо-селянської Червоної Армії, учасник Другої світової війни, Герой Радянського Союзу (1945).

## Біографія
Олексій Жижкун народився 23 березня 1923 року у селищі Городня (нині – місто у Чернігівській області України). Після закінчення неповної середньої школи працював шофером. В 1941 Жижкун був призваний на службу в Робочо-селянську Червону Армію. Закінчив піхотне училище, 1944 року — курси «Постріл». З травня 1942 - на фронтах Німецько-радянської війни. До серпня 1944 року гвардії лейтенант Олексій Жижкун командував кулеметною ротою 83-го гвардійського стрілецького полку, 27-ї гвардійської стрілецької дивізії, 29-го гвардійського стрілецького корпусу, 8-ї гвардійської армії, 1 Відзначився під час форсування Вісли.
2 серпня 1944 Жижкун у складі групи переправився через Віслу в районі Магнушева і взяв участь у захопленні плацдарму на його західному березі. У бою він знищив розрахунок німецької зброї, сприявши успішній переправі всього батальйону. В одному з боїв у січні 1945 року Жижкун зазнав тяжкого поранення, від якого помер 29 січня 1945 року. Похований у Познані.
Указом Президії Верховної Ради СРСР від 24 березня 1945 року за «мужність і героїзм, виявлені при форсуванні Вісли та утриманні плацдарму на її західному березі» гвардії лейтенант Олексій Жижкун посмертно був удостоєний високого звання Героя Радянського Союзу.

## Нагороди та звання
- Герой Радянського Союзу . Указ Президії Верховної Ради СРСР від 24 березня 1945:
  - орден Леніна,
  - медаль «Золота Зірка».
- Орден Вітчизняної війни II ступеня. Наказ командира 29-го гвардійського стрілецького корпусу № 48/н від 10 серпня 1944 року.